# Вимпфен, Эммануэль Феликс де
Эммануэль Феликс де Вимпфен (фр. Emmanuel Félix de Wimpffen; 13 сентября 1811, Лан — 26 февраля 1884, Париж) — французский генерал, который был объявлен одним из главных виновников Седанской катастрофы произошедшей в ходе франко-прусской войны 1870—1871 гг.

## Биография
Эммануэль Феликс де Вимпфен родился 13 сентября 1811 года в городе Лан. Происходил из дворянского рода имеющего баварские корни; сын генерала Феликса де Вимпфена.
По окончании курса Сен-Сирской особой военной школы выпущен в алжирские стрелки. В 1853 году он был назначен командиром полка тюркосов, с которым блестяще участвовал в Крымской кампании и особенно отличился при штурме Малахова кургана, за что был произведён в бригадные генералы. 
Во время Австро-итало-французской войны Вимпфен под Маджентой во главе бригады гв. гренадер атаковал Буффалору и на этой позиции в течение несколько часов сдерживал австрийцев. За участие в этом сражении, в котором он был ранен, был произведён в дивизионные генералы. 
После командования дивизией в Лионской армии он был переведён в Алжир, где последовательно управлял Алжирской и Оранской провинциями и в 1870 году успешно усмирил восстание на границе Марокко. 

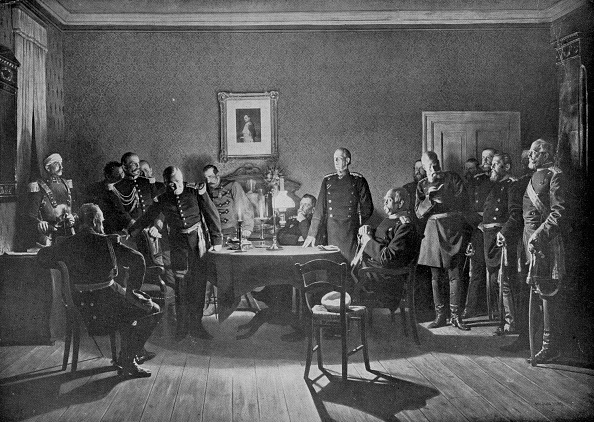
Вимпфен на военном совете во время Франко-прусской войны

С началом франко-прусской войны Вимпфен тщетно пытался получить назначение в действующую армию, и только после первых неудач, когда военным министром стал Кузен-Монтабан, он был назначен в армию Мак-Магона командиром V корпуса на место генерала Файи. Вместе с назначением Вимпфен получил от министра письменный приказ, согласно которому ему вверялось командование армией в случае, если маршал Мак-Магон будет выбит из строя. 
В Мезьере Вимпфен встретил беспорядочную толпу солдат из рядов V французского корпуса, разбитого при Бомоне. Приведя в порядок часть этой толпы, он ночью 30 августа прибыл в армию, занимавшую позицию у Седана. На рассвете 1 сентября начался бой, в самом начале которого Мак-Магон был ранен и передал командование армией генералу Дюкро, которырый и приказал начать отступление на Мезьер. Движение уже началось, когда Вимпфен предъявил свои полномочия и, став во главе армии, приказал ей вновь перейти в наступление против немцев. Решение это, принятое одновременно с переменой высшей командной власти, имело роковые последствия для французской армии: дорога на Мезьер уже была перехвачена противником, а к 13 часам немцы уже полностью замкнули кольцо вокруг Шалонской армии, и около 3-х часов дня она вынужденно начала беспорядочное отступление к Седану, где и капитулировала по воле императора Наполеона III, который счёл дальнейшее сопротивление бессмысленным. 
По окончании войны Вимпфен тщетно добивался возможности предстать для объяснений перед военным советом, но был уволен в отставку, после чего удалился в Алжир. В 1872 году он опубликовал протест на донесение следственной комиссии по делу о Седанской катастрофе. 
В 1876 году, потерпев неудачу на выборах в палату депутатов, Вимпфен окончательно отошёл от дел.
Эммануэль Феликс де Вимпфен умер 26 февраля 1884 года в Париже. Его перу принадлежат мемуары «Sedan» и «Notes et correspondance du général W.» (1892).